# Ciudad de las Artes
La Ciudad de las Artes (en portugués Cidade das Artes) es un complejo cultural localizado en el barrio de Barra da Tijuca, al oeste de Río de Janeiro, Brasil. Es la sede de la Orquesta Sinfónica Brasileña, por lo que en sus inicios fue conocido como Ciudad de la Música. Es un proyecto monumental del arquitecto francés Christian de Portzamparc. Es de estilo postmoderno y brutalista. 

## Construcción
La construcción comenzó en 2003, pero se detuvo durante casi un año. En 2008, el edificio fue inaugurado sin que las obras hubieran terminado. Tras esa inauguración a las carreras, fue necesario esperar varios años para que la obra concluyera y se realizara la apertura definitiva en 2013. La obra sufrió sobrecostos. Se desarrolló como parte del proceso de renovación urbana para el Mundial de Fútbol de 2014 y las Olimpiadas de 2016.

## Características

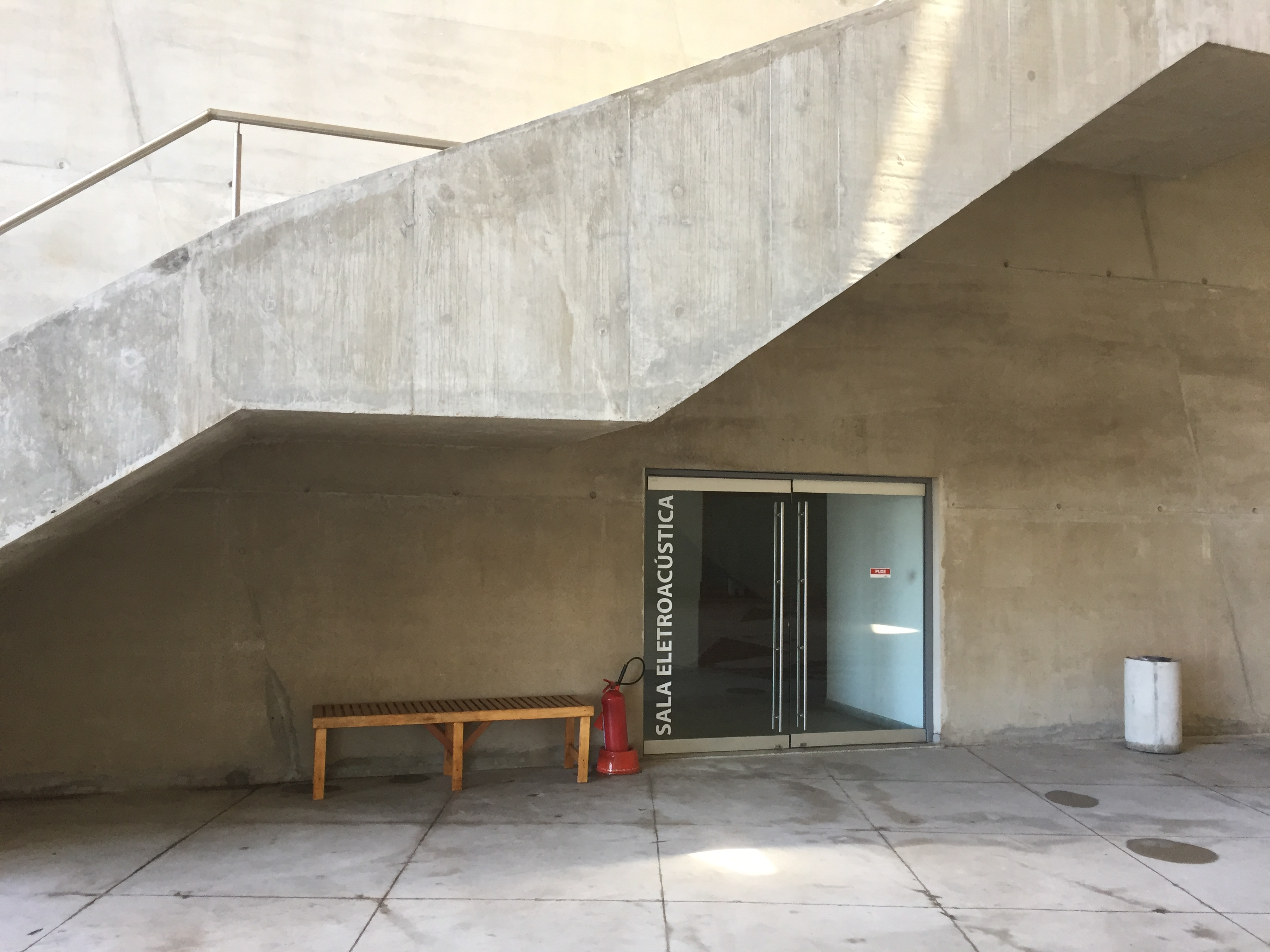
Acceso a la Sala Eletroacústica, con capacidad para 120 espectadores.

El material predominante de la Ciudad de las Artes es el concreto. El edificio se encuentra en el cruce de las  avenidas de las Maéricas y Ayrton Senna, trazadas por el arquitecto y urbanista Lúcio Costa. Abarca un terreno de unos 95 000 m² y tiene un área construida de cerca de 87 403 m². Su Gran Sala puede albergar a 1800 espectadores y es la segunda mayor sala de conciertos de orquesta sinfónica y ópera en América Latina, después del Teatro Colón de Buenos Aires.
Por su parte, su Teatro de Cámara tiene un aforo de 439 espectadores y su Sala Eletroacústica, de 120. Cuenta a su vez con salas multiuso, tres salas de cine, una de lectura, una de baile y otra de ensayo. Cuenta a su vez con galerías, jardines, una plaza con capacidad para 6000 personas, una explanada para 2000 y un café.